# Dispositivo electrónico inteligente

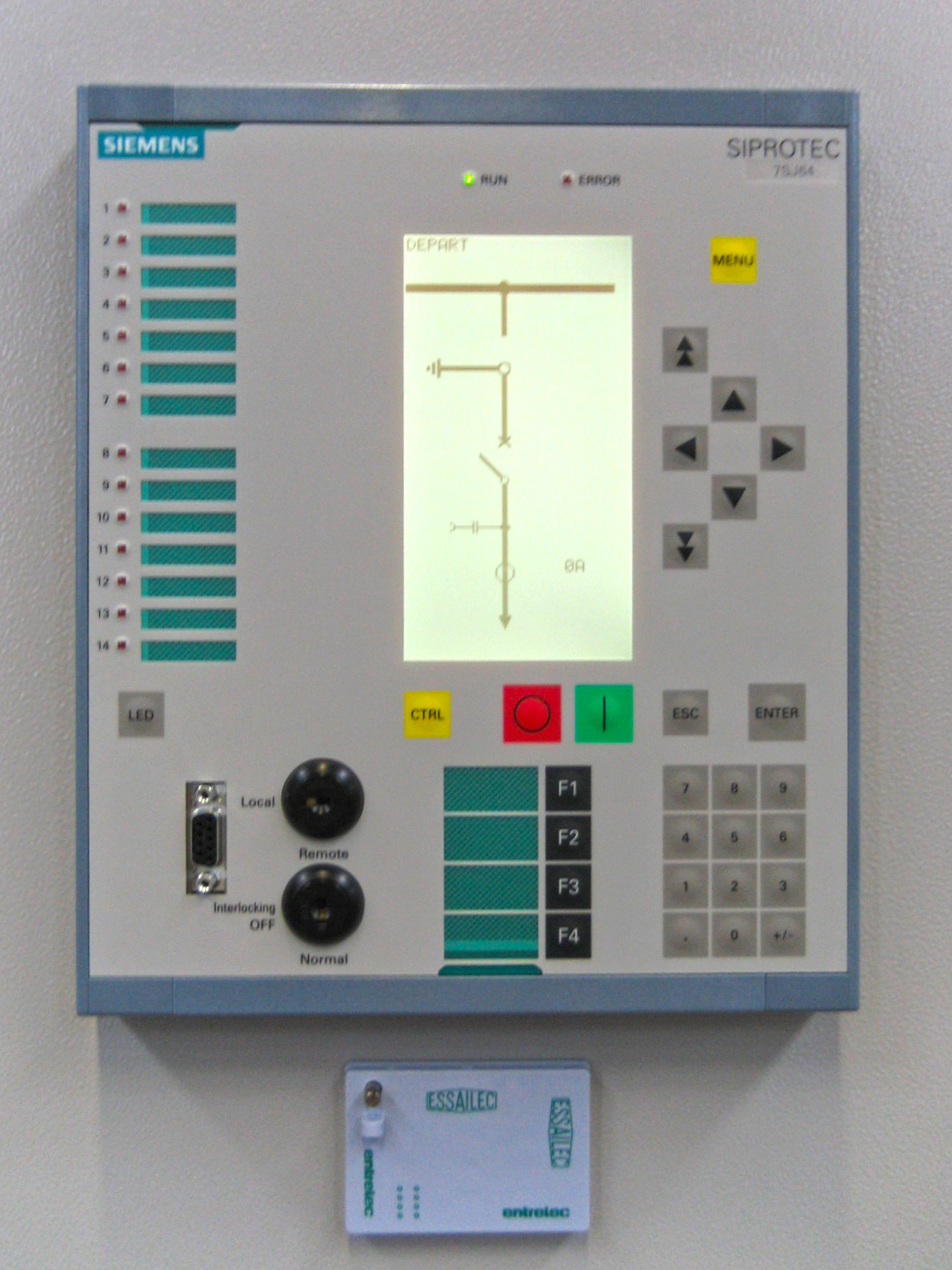
El relé protector es un ejemplo de un Dispositivo Electrónico Inteligente

Un Dispositivo Electrónico Inteligente (Intelligent Electronic Device, IED) es un dispositivo utilizado en la industria de potencia eléctrica para describir controladores basados en microprocesadores que operan equipamientos de sistemas del poder, como interruptores de circuitos, transformadores y bancos de capacitores.

## Descripción
Los IEDs reciben datos de sensores y equipos de potencia y puede emitir órdenes de control, como el disparo los interruptores automáticos si como consecuencia del sensado notan voltajes, corrientes, o anomalías de frecuencia; o aumentar o disminuir niveles de voltaje en los primarios de los transformadores para mantener el nivel deseado de tensión nominal del secundario. La aplicación típica de los IEDs se encuentra en el accionamiento y control de dispositivos como relés de protección, cambiador de tomas controladoras, controladores de cortocircuito, interruptores de la batería de condensadores, controladores del reconectador, reguladores de voltaje etc. Esto es generalmente controlado por un archivo de encuadre. El testaje de poner los archivos es típicamente uno del más funciones que consumen tiempo de una protección tester.
Los relés protectores digitales son principalmente IEDs, utilizando un microprocesador para actuar varios protector, control y funciones similares.  Un IED típico puede contener alrededor 5-12 funciones de protección, 5-8 control funciona controlar dispositivos separados, un autoreclose función, self controlando función, funciones de comunicación etc. De ahí, son acertadamente nombrados como Dispositivos Electrónicos Inteligentes.
Los recientes IEDs están diseñados para interactuar bajo la norma IEC61850, que es el estándar para la automatización de subestaciones eléctricas. Dicha norma proporciona interoperabilidad y capacidades de comunicaciones que permiten telemetría y telecontrol.